# 萬佳鑫
萬佳鑫（1993年10月26日—），臺南人，台灣男子羽毛球選手、教練，前土地銀行羽球隊隊員。曾為戴資穎的陪練員、教練，現為亞柏羽球隊教練。

## 選手生涯

### 青少年時期
萬佳鑫出自台南市崑山國小羽球隊，高中就讀能仁家商。2011年，萬佳鑫在第二次全國排名賽獲得乙組男子單打第三名，成為中華民國羽球協會甲組球員，他也在那年參加在臺灣桃園舉辦的世界青年羽毛球錦標賽，最終於混合團體項目奪銅，男子單打止步32強。

### 2013年
2013年7月，萬佳鑫在第二次全國羽球排名賽甲組男子單打四強爆冷擊敗時臺灣第一男單周天成，生涯首度晉級全國排名賽決賽，決賽時以直落二（13-21、8-21）不敵林家翾，落入敗部決賽；最終，萬佳鑫在敗部以1比2（19-21、24-22、21-9）敗於王子維，獲得第三名，為生涯排名賽最佳成績。
2013年9－10月，萬佳鑫前往歐洲連續參加四站賽事。他在波蘭國際賽闖入四強，並在保加利亞國際賽打進男單決賽，最終以0比2（16-21、16-21）敗於丹麥的埃米尔·霍尔斯特，屈居亞軍，但也創下個人國際賽生涯最佳成績。

## 教練生涯
萬佳鑫因為在國際賽難以打出名堂而選擇退役，2016年起擔任高雄中學男單教練。2017年起擔任戴資穎陪練員，借助其男選手特性訓練戴資穎面對高大選手時的防守能力。2019年2月至10月，長年擔任戴資穎專任教練的賴建誠接任中華台北羽球代表隊總教練，在此期間改由萬佳鑫獨挑戴之教練、陪練工作。2021年10月，萬離開戴資穎教練團隊。
離開戴資穎教練團隊後，萬佳鑫成為亞柏羽球隊教練，在亞柏建教合作學校高雄中學執教。

## 主要比賽成績
只列出曾進入準決賽的國際賽事成績：
| 年份   | 賽事                 | 公開賽級別 | 項目     | 成績   |
| ------ | -------------------- | ---------- | -------- | ------ |
| 2011年 | 世界青年羽毛球錦標賽 | 其他       | 混合團體 | 季軍   |
| 2013年 | 波蘭羽毛球國際賽     | 國際系列賽 | 男子單打 | 準決賽 |
| 2013年 | 保加利亞羽毛球國際賽 | 國際挑戰賽 | 男子單打 | 亞軍   |

| 2007-2017年 | 首要超級賽 | 超級賽 | 黃金大獎賽 | 大獎賽 | 國際挑戰賽 | 國際系列賽 | 未來系列賽 | 其他 |